# Calcio Monza 2003-2004
Questa pagina raccoglie le informazioni riguardanti il Calcio Monza nelle competizioni ufficiali della stagione 2003-2004.

## Stagione
Nella stagione 2003-2004 il Monza partecipa al girone A del campionato di serie C2. È allenata per un paio di mesi da Oscar Piantoni, sostituito da Massimo Pedrazzini all'ottava giornata, dopo tre sconfitte subite. La squadra brianzola si classifica all'ottavo posto finale con 45 punti, frutto di 10 vittorie, 15 pareggi e 9 sconfitte. Memorabile e nei cuori di tutti i tifosi biancorossi, resta la vittoria ottenuta a Sesto San Giovanni il 6 gennaio 2004, quando il Monza, impossibilitato ad allenarsi da due settimane a causa della grave crisi societaria che stava vivendo, si è imposto (0-2) nel derby con la Pro Sesto che era a quel punto del torneo prima in classifica. Il Monza ha chiuso il girone di andata con 24 punti a metà classifica, poi nel girone di ritorno ha perso qualche posizione, senza correre mai rischi di classifica nonostante le incertezze che gravano sul futuro della società biancorossa. Nella Coppa Italia il Monza ha vinto il girone B di qualificazione superando il Legnano, il Meda, il Varese e la Valenzana, poi nei sedicesimi di finale è stato eliminato nel doppio confronto dal Cittadella. Il 18 marzo 2004 è una data storica per la società brianzola, il Tribunale di Monza ha decretato il fallimento del glorioso A. C. Monza, travolto da un fallimento finanziario. La nuova società con alla presidenza Gianbattista Benigni, è il Monza Brianza 1912, e disputerà il prossimo campionato di Serie C2.

## Rosa
| N. |                   | Ruolo | Calciatore             |
| -- | ----------------- | ----- | ---------------------- |
|    | Italia (bandiera) | D     | Nicola Antonellini     |
|    | Italia (bandiera) | C     | Gabriele Barbisan      |
|    | Italia (bandiera) | A     | Pasquale Basilico      |
|    | Italia (bandiera) | D     | Manuel Benetti         |
|    | Italia (bandiera) | C     | Mauro Borghetti        |
|    | Italia (bandiera) | C     | Claudio Brambilla      |
|    | Italia (bandiera) | P     | Paolo Codognola        |
|    | Italia (bandiera) | A     | Roberto Colussi        |
|    | Italia (bandiera) | C     | Roberto Corradi        |
|    | Italia (bandiera) | C     | Diego Daldosso         |
|    | Italia (bandiera) | C     | Gabriele Davanzante    |
|    | Italia (bandiera) | A     | Anthony Farina         |
|    | Italia (bandiera) | D     | Simone Lorenzo Gazzola |
|    | Italia (bandiera) | D     | Cristiano Giaretta     |

| N. |                   | Ruolo | Calciatore         |
| -- | ----------------- | ----- | ------------------ |
|    | Italia (bandiera) | C     | Luca Leone         |
|    | Italia (bandiera) | A     | Gianni Margheriti  |
|    | Italia (bandiera) | D     | Patrick Moro       |
|    | Italia (bandiera) | C     | Stefano Pagani     |
|    | Italia (bandiera) | D     | Andrea Pedrazzini  |
|    | Italia (bandiera) | C     | Adriano Panepinto  |
|    | Italia (bandiera) | C     | Filippo Pensalfini |
|    | Italia (bandiera) | D     | Marco Piccioni     |
|    | Italia (bandiera) | P     | Luca Davide Righi  |
|    | Italia (bandiera) | C     | Giuseppe Ticli     |
|    | Italia (bandiera) | C     | Michele Troiano    |
|    | Niger (bandiera)  | D     | Emeka Jude Ugali   |
|    | Italia (bandiera) | D     | Paolo Zirafa       |
|    | Italia (bandiera) | D     | Davide Zoboli      |

## Risultati

### Campionato

#### Girone di andata
| Arbitro: | La Rocca (Ercolano) |

|           |           |                                                              |
| Fummo 70’ | Marcatori | 34’ Corradi 50’ Ticli 90’ (rig.) Margheriti 90+2’ Pensalfini |

| Arbitro: | Fugante (Macerata) |

|             |           |                                    |
| Colussi 85’ | Marcatori | 15’ Abate 26’ Salandra 40’ Andorno |

| Arbitro: | Herberg (Messina) |

|                       |           |                                       |
| Graziani 9’ Zalla 73’ | Marcatori | 28’ Pagani 51’ Pensalfini 58’ Benetti |

| Arbitro: | Tommasi (Bassano del Grappa) |

|                                    |           |               |
| Zoboli 20’ Corradi 35’ Colussi 70’ | Marcatori | 90+3’ Putelli |

| Arbitro: | Giglioni (Siena) |

|          |           |  |
| Toma 78’ | Marcatori |  |

| Valenza 5 ottobre 2003 6ª giornata | Valenzana            | 0 – 0 | Monza | Stadio Comunale\| Arbitro: \| Padovan (Conegliano) \| |
| Arbitro:                           | Padovan (Conegliano) |       |       |                                                       |

| Arbitro: | Italiani (L'Aquila) |

|  |           |         |
|  | Marcatori | 17’ Gay |

| Arbitro: | Passeri (Gubbio) |

|               |           |  |
| Bergantin 71’ | Marcatori |  |

| Arbitro: | Russo (Nola) |

|  |           |                         |
|  | Marcatori | 80’ Nardi 87’ Spagnolli |

| Arbitro: | Masin (Cervignano del Friuli) |

|           |           |                |
| Pelati 3’ | Marcatori | 70’ Margheriti |

| Arbitro: | Taverna (Taurianova) |

|           |           |            |
| Leone 79’ | Marcatori | 94’ Sotgia |

| Arbitro: | Scoditti (Bologna) |

|                     |           |                             |
| Lo Pinto 28’ (rig.) | Marcatori | 13’ Colussi 58’ Antonellini |

| Monza 30 novembre 2003 13ª giornata | Monza           | 0 – 0 | Cremonese | Stadio Brianteo\| Arbitro: \| Salati (Trento) \| |
| Arbitro:                            | Salati (Trento) |       |           |                                                  |

| Arbitro: | C. Rodomonti (Teramo) |

|           |           |              |
| Zirafa 6’ | Marcatori | 26’ Petrascu |

| Arbitro: | Marrocco (Pisa) |

|             |           |             |
| Sessolo 65’ | Marcatori | 78’ Colussi |

| Arbitro: | Vuoto (Livorno) |

|                    |           |             |
| Leone 7’ Ugali 47’ | Marcatori | 52’ Peluffo |

| Arbitro: | Vicinanza (Albenga) |

|  |           |                     |
|  | Marcatori | 23’, 26’ Margheriti |

#### Girone di ritorno
| Monza 11 gennaio 2004 18ª giornata | Monza               | 0 – 0 | Pro Vercelli | Stadio Brianteo\| Arbitro: \| Beretta (Treviglio) \| |
| Arbitro:                           | Beretta (Treviglio) |       |              |                                                      |

| Biella 18 gennaio 2004 19ª giornata | Biellese              | 0 – 0 | Monza | Stadio Lamarmora\| Arbitro: \| Di Renzo (Ostia Lido) \| |
| Arbitro:                            | Di Renzo (Ostia Lido) |       |       |                                                         |

| Arbitro: | Crugliano (Crotoe) |

|                |           |              |
| Margheriti 90’ | Marcatori | 67’ Graziani |

| Arbitro: | Benedetti (Viterbo) |

|                  |           |                |
| M. Previtali 81’ | Marcatori | 37’ Margheriti |

| Monza 15 febbraio 2004 22ª giornata | Monza         | 0 – 0 | Legnano | Stadio Brianteo\| Arbitro: \| Prato (Lecce) \| |
| Arbitro:                            | Prato (Lecce) |       |         |                                                |

| Arbitro: | Barbirati (Ferrara) |

|  |           |           |
|  | Marcatori | 74’ Bello |

| Arbitro: | Vuoto (Livorno) |

|                                             |           |           |
| Sorrentino 69’ (rig.) Fermi 72’ Deinite 85’ | Marcatori | 1’ Pagani |

| Arbitro: | Tommasi (Bassano del Grappa) |

|                                                           |           |                      |
| Antonellini 53’ (rig.) Basilico 63’ Margheriti 72’ (rig.) | Marcatori | 83’ (rig.) Bergantin |

| Bolzano 14 marzo 2004 26ª giornata | Südtirol          | 0 – 0 | Monza | Stadio Druso\| Arbitro: \| Stallone (Foggia) \| |
| Arbitro:                           | Stallone (Foggia) |       |       |                                                 |

| Arbitro: | C. Rubino (Salerno) |

|                     |           |  |
| Antonellini 2’, 74’ | Marcatori |  |

| Arbitro: | Benedetti (Viterbo) |

|  |           |              |
|  | Marcatori | 67’ Piccioni |

| Arbitro: | Burdin (Cormons) |

|             |           |  |
| Benetti 67’ | Marcatori |  |

| Arbitro: | Barletta (Bernalda) |

|                  |           |           |
| Prisciandaro 84’ | Marcatori | 80’ Ugali |

| Arbitro: | Burdin (Cormons) |

|              |           |           |
| R. Russo 85’ | Marcatori | 81’ Ugali |

| Arbitro: | Iannello (Genova) |

|  |           |                                       |
|  | Marcatori | 43’ Sessolo 63’ Schiavon 85’ Ballarin |

| Arbitro: | Zanchin (Biella) |

|              |           |  |
| Girgenti 20’ | Marcatori |  |

| Monza 9 maggio 2004 34ª giornata | Monza            | 0 – 0 | Pro Sesto | Stadio Brianteo\| Arbitro: \| Di Fiore (Aosta) \| |
| Arbitro:                         | Di Fiore (Aosta) |       |           |                                                   |

### Coppa Italia

#### Girone B
| Arbitro: | Beretta (Treviglio) |

|                                                |           |                           |
| Leone 24’ Barbisan 62’ Margheriti 90+3’ (rig.) | Marcatori | 26’ Lorieri 57’ Mirabelli |

| Arbitro: | Iannello (Genova) |

|  |           |                 |
|  | Marcatori | 31’ Antonellini |

| Arbitro: | Giachero (Pinerolo) |

|                |           |           |
| Margheriti 42’ | Marcatori | 4’ Chigou |

| 27 agosto 2003 4ª giornata |  | – Turno di riposo Monza |  |  |

| Arbitro: | Bo (Genova) |

|                     |           |                       |
| Pelati 15’ Nino 35’ | Marcatori | 49’, 51’, 65’ Colussi |

#### Sedicesimi
| Arbitro: | Bernardoni (Modena) |

|             |           |                                                      |
| Barbisan 2’ | Marcatori | 9’ Ciotti 21’ (rig.) Amore 24’ Ruopolo 89’ Marchesan |

| Arbitro: | Burdin (Cormons) |

|                          |           |               |
| Breschi 39’ Ciotti 90+2’ | Marcatori | 82’ Boccolini |

## Statistiche

### Statistiche di squadra
| Competizione         | Punti | In casa | In casa | In casa | In casa | In casa | In casa | In trasferta | In trasferta | In trasferta | In trasferta | In trasferta | In trasferta | Totale | Totale | Totale | Totale | Totale | Totale | DR |
| Competizione         | Punti | G       | V       | N       | P       | Gf      | Gs      | G            | V            | N            | P            | Gf           | Gs           | G      | V      | N      | P      | Gf     | Gs     | DR |
| -------------------- | ----- | ------- | ------- | ------- | ------- | ------- | ------- | ------------ | ------------ | ------------ | ------------ | ------------ | ------------ | ------ | ------ | ------ | ------ | ------ | ------ | -- |
| Serie C2             | 45    | -       | -       | -       | -       | -       | -       | -            | -            | -            | -            | -            | -            | 34     | 10     | 15     | 9      | 33     | 31     | +2 |
| Coppa Italia Serie C | -     | -       | -       | -       | -       | -       | -       | -            | -            | -            | -            | -            | -            | -      | -      | -      | -      | -      | -      | +? |
| Totale               | -     | -       | -       | -       | -       | -       | -       | -            | -            | -            | -            | -            | -            | -      | -      | -      | -      | -      | -      | -  |

### Statistiche dei giocatori
| Giocatore      | Serie C2 | Serie C2 | Coppa Serie C | Coppa Serie C | Totale   | Totale |
| Giocatore      | Presenze | Reti     | Presenze      | Reti          | Presenze | Reti   |
| -------------- | -------- | -------- | ------------- | ------------- | -------- | ------ |
| N. Antonellini | 0        | 0        | 0             | 0             | 0        | 0      |
| .              | 0        | 0        | 0             | 0             | 0        | 0      |